# Provinz Tucumán
Die Provinz Tucumán ist die zweitkleinste sowie die am dichtesten besiedelte Provinz Argentiniens. Sie liegt im Nordwesten des Landes. Ihre Hauptstadt ist San Miguel de Tucumán, das oft auch kurz Tucumán genannt wird.

## Geografie
Die Provinz Tucumán liegt zwischen 26° und 28° südlicher Breite und zwischen 64° 30' und 66° 30' westlicher Länge und ist 22.524 km² groß. Tucumán ist gekennzeichnet durch eine Ebene im Osten, das Tal des Río Salí, und hügeliges bis gebirgiges Gebiet im Westen der Provinz, das fast vollständig von den Sierras Subandinas bedeckt wird. Dort befindet sich die höchste Erhebung der Provinz, der Cerro del Bolsón (5550 m). Westlich der Sierras Subandinas liegt das Valle Calchaquí, an dem Tucumán aber nur wenig Anteil hat. Ganz im Nordwesten hat die Provinz Anteil am Osthang der Precordillera, der östlichsten Bergkette der Anden.
Das Klima ist subtropisch, jedoch von großer Ungleichheit hinsichtlich der Niederschläge. So sind das Valle Calchaquí und die Westhänge der Sierras Subandinas trocken (200–300 mm im Jahr) und die Landschaft daher steppenhaft. Am Osthang dieser Sierren dagegen stauen sich die Wolken durch die vorherrschenden Ostwinde, so dass insbesondere im Sommer sehr hohe Niederschlagsraten erreicht werden (im Jahr mäßige 800–1000 mm) und eine Regen- und Nebelwald-Vegetation ermöglicht wird. Der äußerste Osten bildet ein Übergangsgebiet zum Gran Chaco, die Niederschläge nehmen dort wieder ab, die Landschaft ist savannenhaft. Die Temperaturen sind abgesehen von der Höhenlage in der ganzen Provinz einheitlich und liegen in den Niederungen bei 24 bis 26 Grad Celsius im Januar und 13 bis 15 °C im Juli.

## Bevölkerung
Die Provinz Tucumán hat eine Bevölkerung von 1,7 Millionen Einwohnern (Stand: 2022), wobei etwa 55 % in San Miguel und der nächsten Umgebung angesiedelt sind. 99,2 % der Bevölkerung sind Argentinier, 90,2 % sind in Tucumán geboren.
Fast 80 Prozent der Bevölkerung Tucumáns lebt in Städten. Neben der Provinzhauptstadt sind die größten Städte Concepción (45.000 Einwohner), Famaillá (30.000 Einwohner) und Lules (30.000 Einwohner). Der Norden sowie der gesamte Westen sind nur dünn besiedelt, hier sind die größten Orte Trancas im Norden und Tafí del Valle sowie Amaicha del Valle im Westen, alle drei haben jedoch je nur etwa 5000 Einwohner (Stand: 2010).

## Herkunft des Namens
Die Bedeutung des Namens Tucumán ist ungeklärt. Angeblich stammt der Name vom Quechua-Wort Yucuman ab, dies bedeutet „Ort, wo die Flüsse entspringen“, diese Deutung ist aber umstritten. Eine andere Deutung leitet aus noch früherer Zeit her: Demnach sollen es noch vor der Invasion der Inkas die Ureinwohner der Region, die Diaguitas, gewesen sein, die die Gegend nach ihrem damaligen Häuptling Tukma (Tukma-nao = Volk des Tukma) benannt haben. Eine dritte Herleitung bringt den Ursprung mit den ebenfalls in der Gegend lebenden Lule-Indianern in Verbindung, die das Land nach dem Käfer Tuku-Tuku benannt haben sollen: Tuku-tuku-manita bedeutet „Land, in dem der Tuku-Tuku (-Käfer) häufig vorkommt“.

## Geschichte
Vor der Entdeckung durch die spanischen Eroberer waren die Einwohner des Gebiets des heutigen Tucumán stark von der Inka-Kultur beeinflusst. Diese indianische Gruppe, die Diaguitas-Calchaquíes, besiedelte das bergreiche Gebiet des östlichen Tucumán. Berühmteste Ausgrabungsstätte in Tucumán ist die Befestigungsanlage Quilmes.
Als erster Spanier erreichte Diego de Almagro Ende 1535 auf seiner erfolglosen Expedition nach Chile das Gebiet von Tucumán. Er durchreiste das Tal von Humahuaca und erreichte die Calchaquíes-Täler. Acht Jahre später suchte Diego de Rojas einen Weg von Perú zum Río de la Plata. Dabei wurde er von Indianern getötet. Im Jahr 1564, elf Jahre nach der Gründung der ältesten, durchweg bewohnten Stadt Santiago del Estero im Jahre 1553, wurde die Provinz Tucumán, Juríes y Diaguitas mit seiner ersten Stadt Santiago del Estero (heute: Provinz Santiago del Estero) gegründet.

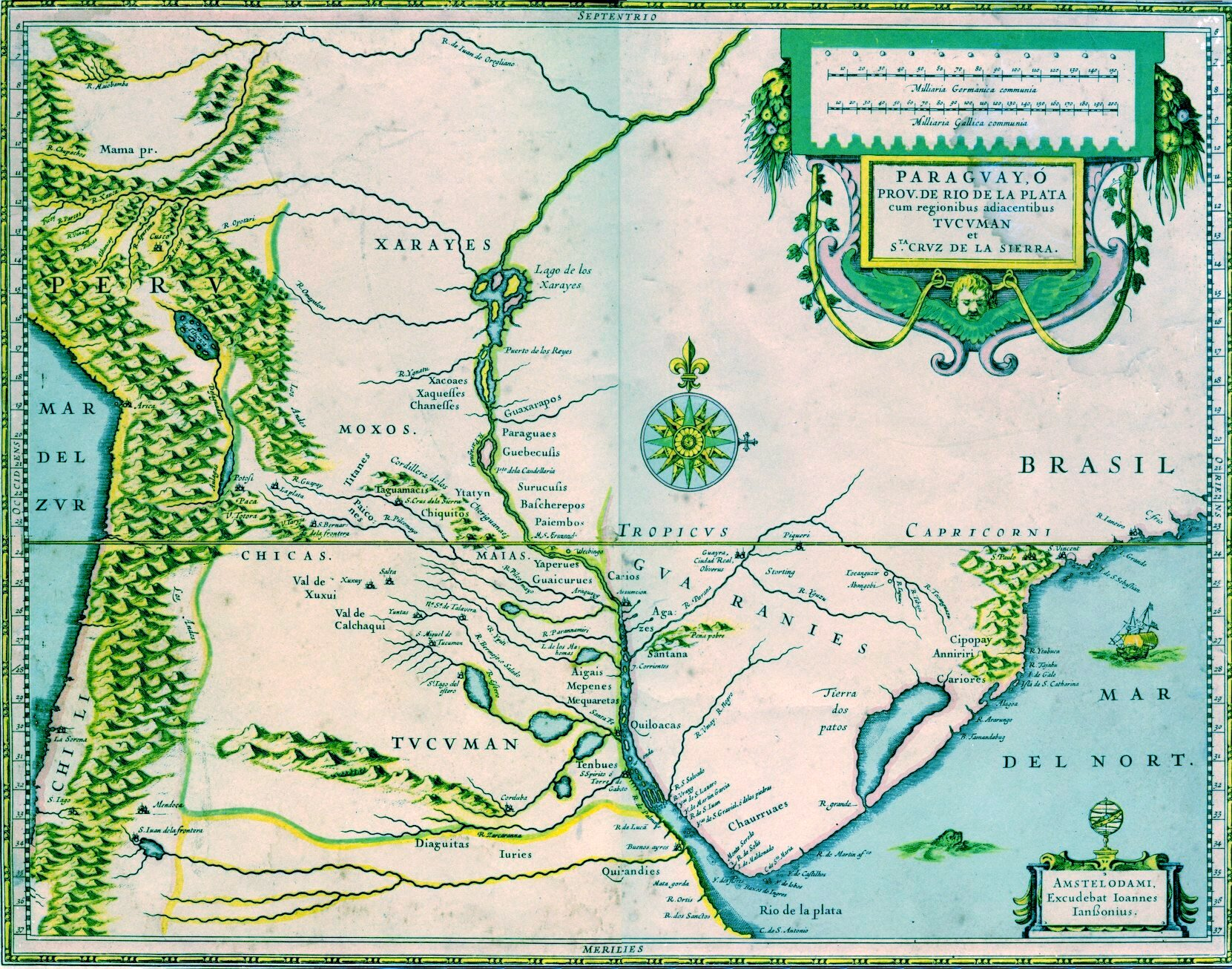
Tucumán um 1600 als Teil des Vizekönigreichs Perú

Ein Jahr darauf, am 31. Mai 1565, gründete Diego de Villarroel die Stadt San Miguel de Tucumán. Wegen der streitbaren Indianer und der schlechten Wasserqualität am ursprünglichen Gründungsort in der Nähe der heutigen Ortschaft Ibatín beschloss der Gouverneur Fernando de Mendoza y Mate de Luna am 27. September 1685 die Stadt zu verlegen und neu zu gründen. Im Jahre 1776 wurde Tucumán Teil des neu gegründeten Vizekönigreichs Río de la Plata.
Nach den Geschehnissen des 25. Mai 1810 in Buenos Aires, als sich die Bürger der Stadt gegen den Vizekönig auflehnten, kam 1812 Manuel Belgrano nach Tucumán. Dort besiegte er am 24. September des gleichen Jahres in der Schlacht von Tucumán die königlichen Truppen. Vier Jahre und weitere Schlachten später wurde am 9. Juli 1816 vom Tucumán-Kongress die Unabhängigkeit von Spanien erklärt. Im Jahr 1820 wurde durch Bernabé Aráoz die Republik Tucumán ausgerufen, die Santiago del Estero und Catamarca mit einschloss. Ein Jahr später wurden Santiago del Estero und Catamarca eigenständig.
Viele Jahre des Kampfes mit benachbarten Provinzen und mehrmalige Wechsel in der Führung der Provinz durch Unitaristen und Föderalisten ließen Tucumán bis 1880 nicht zur Ruhe kommen.
Von 1950 bis 1955 regierten in der Provinz Tucumán Fernando Riera und Luis Cruz, beide von der peronistischen Partei. Zu dieser Zeit zählte die Provinz etwa 731.000 Einwohner. Ein Gesetz, das einen Ausgleich zwischen weniger effizient arbeitenden Zuckerrohrmühlen und ‑bauern und effizient arbeitenden erreichen sollte, führte zu einer einseitigen Kultivierung von Zuckerrohr in der Provinz.
Am 11. Februar 1955 wurden die Provinzen Santiago del Estero, Santa Fe und Tucumán unter Aufsicht der Bundesregierung gestellt, in Tucumán löste José Humberto Martiarena den Gouverneur Cruz ab.
Am 16. September 1955 gab es einen Militäraufstand in Córdoba und am 20. September 1955 trat Juan Domingo Perón zurück und verließ das Land. Eine Militärjunta übernahm die Regierungsgewalt in Argentinien. Perón-treue Truppen kamen am 21. September nach Tucumán und Oberstleutnant (teniente coronel) Horacio Zenarruza übernahm zunächst die Regierungsgewalt in der Provinz, drei Tage später Oberstleutnant Jorge Mario Moretti.
Von 1955 bis 1957 übernahm Vieyra Spangenberg die Regierung. Im Jahr 1956 trat die Provinzverfassung von 1907 wieder in Kraft und löste die Verfassung von 1949 ab. Im Oktober 1956 besuchte der Militär-Präsident Generalleutnant (teniente general) Pedro Aramburu die Provinz.
Am 29. April 1957 übergab Vieyra Spangenberg die Regierungsgewalt an den Generaldirektor der Provinzen des Innenministeriums, Daniel Ignacio Parodi, welcher kurz darauf von Nicolás Mario Juárez García abgelöst wurde.
Am 1. Mai 1958 wurde Celestino Gelsi Gouverneur von Tucumán. Von 1960 bis 1962 wurde der Staudamm El Cadillal zur besseren Trinkwasserversorgung gebaut.
Das Jahr 1962 war politisch sehr wechselhaft und gekennzeichnet durch die Machtübernahme auf nationaler Ebene durch den Militär-Präsidenten José María Guido. Im März 1962 fanden Provinzwahlen statt, die peronistische Partei gewann. Daraufhin übernahm General Julio Martín Sueldo am 19. März die Regierungsgewalt in Tucumán und gab sie am 9. April an Inbaud ab. Dieser wiederum trat am 21. Mai von seinem Amt zurück und übergab die Gewalt an José Emilio Wigil Monteverde, welcher wiederum sie am 31. Mai an den ehemaligen General Ricardo Arandía abgab. Am 15. November des gleichen Jahres übernahm Gordillo Gómez die Provinzgeschäfte.
Nach turbulenten Wahlen 1963 übernahm am 12. Oktober Gouverneur Lázaro Barbieri die Regierungsgeschäfte. Unter seiner Regierung wurden 1964 600 Millionen Pesos in certificados de cancelación de deudas (Schuldverschreibungen in Form von Notgeld), auch bonos genannt, ausgegeben.
Im Jahre 1965 verschlechterte sich die Situation der Zuckerindustrie aufgrund von Überproduktion, was zu vielen Streiks und Unruhen führte. Im selben Jahr öffnete die katholische Universität Santo Tomás de Aquino ihre Pforten.
Am 28. Juni 1966 putschte das Militär gegen den argentinischen Präsidenten Arturo Umberto Illia, was zum Ende der Regierung Barbieri führte. Bis 1973 regierten fortan die Militärs in Argentinien. Der Kommandant der 5. Infanteriebrigade Otero übernahm die Regierungsgewalt in der Provinz. Am 9. Juli des gleichen Jahres startete der erste lokale Fernsehsender Canal 10. Am 5. August übernahm der ehemalige General Fernando Aliaga García die Regierung in Tucumán. Die Militärregierung bestimmte am 22. August die Restrukturierung der Zuckerindustrie in der Provinz, was zur Schließung von knapp 30 % der Zuckermühlen führte.
Am 16. März 1968 wurde Roberto Avellaneda Gouverneur von Tucumán. Weitere Zuckermühlen schlossen.
Im Jahre 1969 wurde die Guerilla, die sich schon Jahre zuvor in kleine Gruppen sammelte, stärker und es gab viele Attentate in Tucumán. Avellaneda war unfähig, Ordnung in die Provinz zu bringen und übergab die Regierung an Oberst (coronel) Nanclares. Dieser gab bald die Regierungsgeschäfte an den Kommandanten der 5. Infanteriebrigade und späteren Präsidenten der Militärherrschaft von 1976 bis 1983, Oberst Jorge Rafael Videla ab.
Am 4. September 1970 übernahm Carlos Imbaud zum zweiten Mal den Gouverneursposten in Tucumán, nachdem er diesen 1962 schon einmal kommissarisch innehatte. Imbaud versuchte verschiedene politische Parteien und die Gewerkschaften mit in seine Politik einzubeziehen. Dies hatte aber nicht den gewünschten Erfolg und so war das Jahr 1970 wiederum von heftigen Unruhen geprägt und die Guerillagruppen Montoneros und Ejército Republicano del Pueblo begannen mit ihren Attentaten.
Im Jahr 1971 bat der Chef der Militärjunta Roberto Marcelo Levingston Imbaud zurückzutreten, und Sarrulle übernahm den Gouverneursposten, welcher vom Nachfolger Levingstons, Militär-Präsident Alejandro Agustín Lanusse im Amt bestätigt wurde. 1975 wurde von der seit 1974 amtierenden Präsidentin Isábel Perón der Ausnahmezustand über die Region verhängt und die Operativo Independencia (Operation Unabhängigkeit) begann. Antonio Domingo Bussi führte diese Aktion, die zu zahlreichen Toten und Menschenrechtsverletzungen führte. In den ersten zwei Jahren der argentinischen Militärdiktatur, von 1976 bis 1978, war Bussi Gouverneur der Provinz, was die Verbrechen gegen Guerilleros bzw. vermeintliche Guerilleros intensivierte.

## Politik und Verwaltung

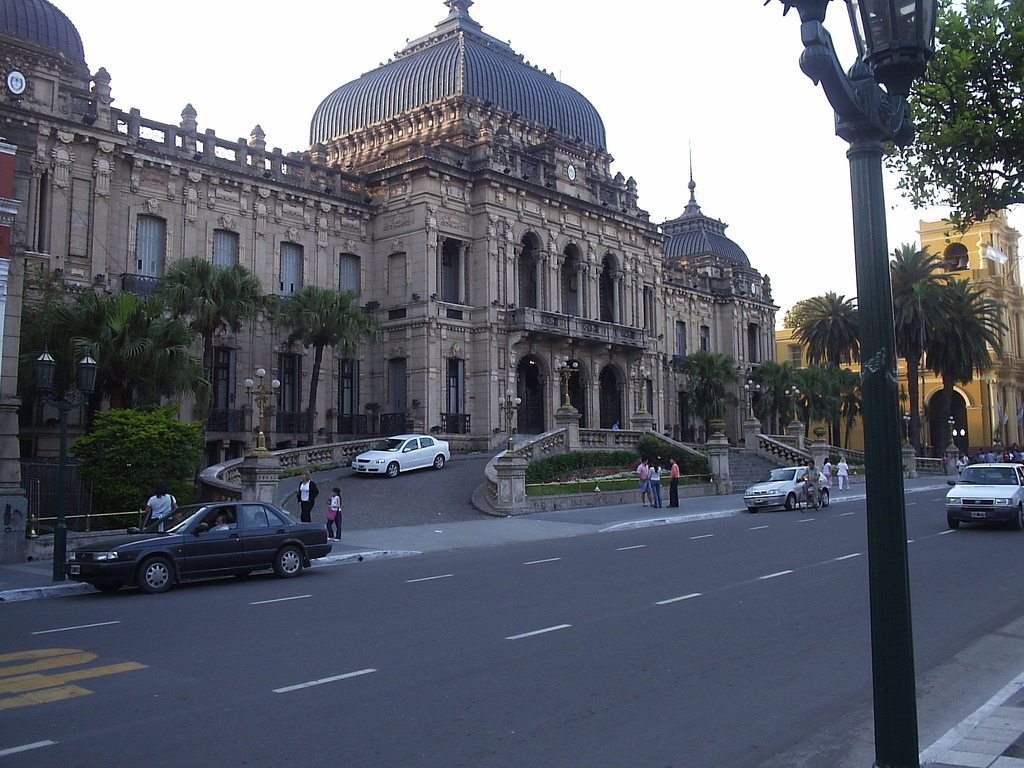
Der Sitz des Gouverneurs in San Miguel de Tucumán

### Verwaltungsgliederung
Die Provinz Tucumán ist in 17 Departamentos untergliedert, die keine Verwaltungsfunktion ausüben. Innerhalb der Departamentos liegen die Gemeinden (municipios und comunas rurales), die stellenweise nicht unmittelbar aneinander angrenzen, weshalb in der Provinz Tucumán einige Gebiete keine Gemeindeverwaltung haben.
Die im Jahre 2006 modifizierte Provinzverfassung erkennt die Selbstverwaltung der Gemeinden an. Die Provinzverfassung teilt die Municipios nach Einwohnerzahl und Anzahl der Grundstückseigentümer in drei Kategorien. Gemeinden mit mindestens 40.000 Einwohnern und nicht weniger als 7500 Eigentümern von Grundstücken bilden die 1. Kategorie. Jene mit mehr als 8000 Einwohnern und mindestens 4000 Grundstückseigentümern gehören der 2. Kategorie an. Der 3. Kategorie gehören jene Gemeinden an, die die angeführten Bedingungen nicht erfüllen. Für die Comunas Rurales gilt eine Einwohnerzahl von mindestens 500 als Gründungsvoraussetzung.

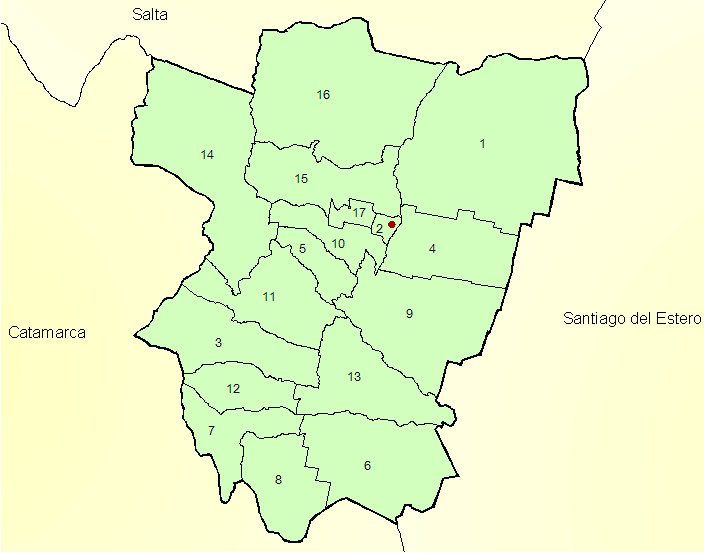
Die Provinz Tucumán und ihre Departamentos

| Departamento          | Hauptstadt            | Fläche in km² | Einwohner |
| Burruyacú             | Burruyacú             | 3.605         | 045.476   |
| Capital               | San Miguel de Tucumán | 0.090         | 590.342   |
| Chicligasta           | Concepción            | 1.267         | 092.608   |
| Cruz Alta             | Banda del Río Salí    | 1.255         | 228.077   |
| Famaillá              | Famaillá              | 0.427         | 042.702   |
| Graneros              | Graneros              | 1.678         | 015.540   |
| Juan Bautista Alberdi | Juan Bautista Alberdi | 0.730         | 034.766   |
| La Cocha              | La Cocha              | 0.917         | 021.218   |
| Leales                | Bella Vista           | 2.027         | 066.392   |
| Lules                 | Lules                 | 0.540         | 093.552   |
| Monteros              | Monteros              | 1.169         | 077.551   |
| Río Chico             | Aguilares             | 0.585         | 064.962   |
| Simoca                | Simoca                | 1.261         | 036.973   |
| Tafí del Valle        | Tafí del Valle        | 2.741         | 022.440   |
| Tafí Viejo            | Tafí Viejo            | 1.210         | 172.986   |
| Trancas               | Trancas               | 2.862         | 023.494   |
| Yerba Buena           | Yerba Buena           | 0.160         | 0102.741  |

## Wirtschaft
Tucumán ist der größte argentinische Produzent von Zitronen und Zucker. Argentinien wiederum ist das Hauptherkunftsland von nach Deutschland importierten Zitronen. Aber auch andere pflanzliche Produkte werden in Tucumán angebaut. Deshalb hat Tucumán auch den Beinamen „Garten der Republik“. Des Weiteren befinden sich einige Minen auf dem Gebiet Tucumáns. Größtes ausländisches Unternehmen in Tucumán ist der Lkw-Produzent Scania.

## Verkehr
In der Hauptstadt San Miguel befindet sich der Regionalflughafen Aeropuerto Internacional Teniente General Benjamín Matienzo.

## Bildungswesen
Tucumán besitzt zwei staatliche Universitäten (Universidad Nacional de Tucumán, gegründet 1914 sowie die Universidad Tecnológica de Tucumán) und eine Katholische Universität (Universidad del Norte Santo Tomás de Aquino, gegründet 1965), die auch überregionale Bedeutung haben.